# Матросов Олександр Анатолійович
Олександр Анатолійович Матросов (нар. 15 квітня 1970, Радсад, Миколаївський район, Миколаївська область, УРСР) — радянський та український футболіст, захисник, пізніше — тренер.

## Кар'єра гравця
Футболом розпочав займатися в ДЮСШ села Радсад. Перший тренер — Богдан Шот, продовжив навчання в ДЮСШ «Суднобудівник» (тренер — Євген Дерев'яга). У 1986 році тренер Іван Балан запросив Олександра в «Суднобудівник». 15 квітня 1987 року в матчі проти «Кривбасу» Матросов дебютував у складі «корабелів».
У 1989 році тренер Валерій Журавко запросив Олександра в очаківський «Маяк». Разом з командою Матросов пройшов шлях від чемпіонату області до першої ліги чемпіонату України. У 1990 році в складі «Маяка» завоював Кубок Радянського Союзу серед виробничих колективів. На турнірі Олександр був основним гравцем, зіграв, у тому числі в фінальному матчі з «Металургом» (Алдан).
У 1993 році Журавко перейшов у миколаївський «Евіс» і забрав шістьох гравців, в тому числі й Матросова, з собою в команду обласного центру. У цьому сезоні миколаївці завоювали путівку в вищу лігу. Всього в Миколаєві провів три з половиною сезони.
У 1998 році недовго виступав у Нікополі за «Металург». Завершив активні виступи в южноукраїнській «Олімпії ФК АЕС». У статусі ветерана в багатьох матчах виводив на поле команду «енергетиків» з капітанською пов'язкою на руці.

## Тренерська кар'єра
З серпня 2002 року Матросов — тренер «Радсаду», який виступав в обласних змаганнях.